# Franciszek III Gattilusio
Franciszek III Gattilusio (XV w.) – genueński władca wyspy Thasos w latach 50. XV wieku. 

## Życiorys
Był synem Dorino I Gattilusio. Jego  żoną był a jego kuzynka córka Palamede Gattilusio władcy miasta Enos (dzisiejszy Enez w Tracji w Turcji).  